# Pietro Senn
Pietro Senn (* 4. Juli 1767 in Lyon; †  22. Februar 1838 in Livorno) war ein französischer Unternehmer schweizerischer Abstammung.

## Leben
Er war Mitinhaber des Handelshauses „Pietro Senn & Comp.“ in Livorno, dass neben Textilien mit einer Vielzahl von Artikeln handelte: Kakao, Kaffee, Gewürze, Gummi arabicum, Hanf, venezianisches Glas und vieles mehr.
Als Schwager von Giovan Pietro Vieusseux nutzte er diese Verwandtschaft, um sich an den Ausschreibungen für die ersten toskanischen Eisenbahnen zu beteiligen.
Im Jahr 1821 schloss er sich mit seinem Cousin zusammen, der für den reichen Florentiner Unternehmer Emanuele Fenzi in Livorno tätig war. Die ersten Kontakte zwischen Senn und Fenzi betrafen vor allem den Öl- und Getreidehandel, später konzentrierten sie sich auf Investitionen in Eisenbahnen. Aufgrund ihrer anerkannten finanziellen Solidität erhielten die beiden Männer vom Großherzog die Erlaubnis (14. April 1838), mit dem Bau der „Leopolda“ zu beginnen, der ersten toskanischen Eisenbahn, die zwischen Florenz und Livorno verkehren sollte. Auch Agostino Kotzian, der Senns Nichte Eugenie geheiratet hatte, beteiligte sich aktiv an dem Unternehmen.
Er starb 1838 und wurde, obwohl er Mitglied der Holländisch-Deutschen Kongregation war, als einer der letzten auf dem alten englischen Friedhof in Livorno beigesetzt; seine Frau, die drei Jahre später starb, wurde auf dem Friedhof der Holländisch-Deutschen Kongregation beigesetzt.